# Tony Rebel
Tony Rebel, född Patrick George Anthony Barrett 13 januari 1962 i Manchester Parish, Jamaica, är en jamaicansk reggaeartist som har haft sina främsta framgångar inom roots reggae. Hans låt Jah Is By My Side var en stor hit på Jamaica på 1990-talet, trots att dancehall var den dominerande reggaegenren då. Tony Rebel anses också vara en av få som behärskar båda subgenrerna roots reggae och dancehall. Låtar som "Fire", "Alone", "Know Jah" och "Nuh Nuh No" ligger precis mittemellan de båda genrerna.  
Hans första framgång var singeln "Casino" som kom 1988. 1994 grundade han sitt skivbolag Flames.
Tony Rebel har Sverigekoppling genom hans singel "Take Care of Yourself", inspelad och mixad i Sverige av Soundism och utgiven av Hi-Score Music.

## Diskografi

### Album
- 1992 – Rebel With a Cause (Penthouse Records)
- 1992 – Rebellious (RAS Records Inc.)
- 1993 – Vibes of the Time (Chaos Recordings)
- 1997 – If Jah (VP Records)
- 1997 – Jah Is By My Side (VP Records)
- 2001 – Realms of a Rebel (RAS Records Inc.)
- 2004 – Connection (Next Music)
- 2007 – I Rebel (Flames)

### Kompilationer
- 1998 – Collector's Series Vol. 1 (Penthouse Records)
- 1999 – Collector's Series Vol. 2 (Penthouse Records)